# Us and Them
Us and Them is een nummer van Pink Floyd. Het is afkomstig van hun album The Dark Side of the Moon.
Het nummer was echter al ouder. Wright schreef het origineel voor de film Zabriskie Point, de werktitel was The Violent Sequence. Het was toen nog instrumentaal en werd als zodanig enkele keren gespeeld tijdens optredens van de band. Het stuk werd afgekeurd door regisseur Michelangelo Antonioni, omdat het hem te treurig klonk. Het belandde op de plank. Wright en Waters sleutelden er gedurende een aantal jaren verder aan en het verscheen dus een aantal jaren later op The Dark Side. Het nummer gaat zowel over de klassemaatschappij als over oorlog. De oorlog is altijd een centraal thema geweest in het oeuvre van Roger Waters ("Forward he cried from the rear and the front rank died, And the general sat, and the Lines on the map moved from side to side"). Het nummer heeft een jazzachtige structuur en klank, die wordt versterkt door het gebruik van de saxofoon. Het nummer staat bekend om zijn dynamiek. Het gaat zonder pauze over in Any Color You Like.
Een verkorte versie (3:15) van het nummer verscheen als B-kant van de single Time.
In 2020 verscheen een dubbel album met de titel US + Them van Roger Waters. 

## Musici
- David Gilmour - gitaar, zang
- Roger Waters - basgitaar
- Richard Wright – toetsinstrumenten, zang
- Nick Mason - slagwerk, percussie

met
- Dick Parry - saxofoon
- Lesley Duncan - achtergrondzang
- Doris Troy - achtergrondzang
- Barry St. John - achtergrondzang
- Liza Strike – achtergrondzang
- Roger Manifold (roadie) – gesproken tekst

## NPO Radio 2 Top 2000
| Nummer met noteringen in de NPO Radio 2 Top 2000 | '16 | '17 | '18 | '19 | '20 | '21 | '22 | '23 | '24 |
| ------------------------------------------------ | --- | --- | --- | --- | --- | --- | --- | --- | --- |
| Us and Them                                      | 749 | 616 | 637 | 584 | 723 | 763 | 685 | 659 | 674 |

1. ↑  Een vetgedrukt getal geeft de hoogste notering aan.
2. ↑  2016 was het eerste jaar met een notering voor dit nummer.

Speak to Me ·
Breathe ·
On the Run ·
Time ·
The Great Gig in the Sky ·
Money ·
Us and Them ·
Any Colour You Like ·
Brain Damage ·
Eclipse